# Nicolino Locche
Nicolino Locche (* 2. September 1939 in Tunuyán, Argentinien; † 7. September 2005) genannt, El Intocable war ein argentinischer Boxer.

## Amateur
Locche entschloss sich 1958 nach einer überaus erfolgreichen Amateurkarriere, in der er von 122 Kämpfen nur fünf verlor, Profiboxer zu werden.

## Profi
1961 wurde er mit konsequentem „stick and move“-Konterboxen – ohne jedoch den richtigen „Punch“ zu besitzen – erstmals Argentinischer Meister im Leichtgewicht und 1963 Südamerikanischer Meister.
Er schlug Joe Brown, Ismael Laguna und boxte unentschieden mit Carlos Ortiz.
Den größten Erfolg seiner Karriere feierte Locche am 12. Dezember 1968, als er in Tokio mit einem Technischen K.O. nach der zehnten Runde über Paul Fuji Weltmeister im Halbweltergewicht nach Version der WBA wurde. Daraufhin wurde Locche als Argentiniens Sportler des Jahres 1968 ausgezeichnet.
Seinen Titel konnte er insgesamt fünfmal verteidigen, darunter (in Argentinien) gegen Antonio Cervantes.
Erst am 10. März 1972 musste er sich in Panama nach 15 Runden dem panamaischen Boxer Alfonso Frazier geschlagen geben.
Nach einer Herausforderung eines Titelkampfes, bei dem Locche am 17. März 1973 dem neuen Weltmeister Antonio Cervantes, der Frazier zweimal ausgeknockt hatte, in neun Runden unterlag (Locches einzige vorzeitige Niederlage), kündigte er seinen Abschied aus dem Ring an.
1975 feierte er ein kurzes Comeback. Im August 1976 bestritt er endgültig den letzten Kampf seiner Karriere.
Locche starb am 7. September 2005 in einem Krankenhaus in der Provinz Mendoza an Herzversagen.
Das Ring Magazine führt ihn unter den Boxern als sechstbesten Argentinier aller Zeiten. 2003 fand Locche Aufnahme in die International Boxing Hall of Fame.